# Hu Guohong
Hu Guohong (chiń. 顧國宏; ur. 10 września 1968 w Huainan) – chiński zapaśnik w stylu klasycznym. Trzykrotny olimpijczyk. Odpadł w eliminacjach w Seulu 1988, jedenasty w Barcelonie 1992 i dwunasty w Atlancie 1996. Startował w kategorii 62 kg.
Trzykrotny uczestnik mistrzostw świata, zajął czwarte miejsce w 1993 i 1995. Brąz na igrzyskach azjatyckich w 1990. Wicemistrz Azji w 1993, brązowy medalista z 1991 i 1996. Trzeci w Pucharze Świata w 1994 roku.